# 派坦
派坦（Paithan），是印度马哈拉施特拉邦Aurangabad县的一个城镇。总人口34556（2001年）。

## 人口
该地2001年总人口34556人，其中男性17759人，女性16797人；0—6岁人口4713人，其中男2498人，女2215人；识字率67.33%，其中男性为74.71%，女性为59.52%。